# Félice Jankell
Anna Félice Hildegard Jankell (født 24. februar 1992) er en svensk skuespillerinde. Hun debuterede i spillefilmen Percy, Buffalo Bill og jeg (2005), hvor hun spillede rollen som Pia.
I 2016 blev Jankell nomineret til en Guldbagge for bedste kvindelige hovedrolle i filmen Unge Sofie Bell (2014), der er instrueret af Amanda Adolfsson.

## Privatliv
Félice Jankell er datter af skuespilleren Thorsten Flinck og journalisten Annika Jankell, samt storesøster til skuespillerinden Happy Jankell.

## Udvalgt filmografi
- Percy, Buffalo Bill og jeg (2005)
- Unge Sofie Bell (2014)
- 100 Code (tv-serie, 2015)
- Alena (2015)
- Kommissæren og havet (tv-serie, 2016)
- Sygeplejerskerne (tv-serie, 2017)
- Jagten på tidskrystallen (julekalender, 2017)
- Mord i Skærgården (tv-serie, 2018)
- Flugten fra Sobibor (2018)
- Top Dog (tv-serie, 2020)
- The Playlist (tv-serie, 2022)
- Tak for sidst (2022)
- Paradis City (2025)